# Jeżozwierzowce
Jeżozwierzowce (Hystricomorpha) – podrząd ssaków z rzędu gryzoni (Rodentia).

## Podział systematyczny
Do podrzędu Hystricomorpha należą następujące infrarzędy:
- Ctenodactylomorphi Chaline & Mein, 1979 – gundiokształtne
- Hystricognathi Brandt, 1855 – jeżozwierzokształtne